# Gerhard Dorn

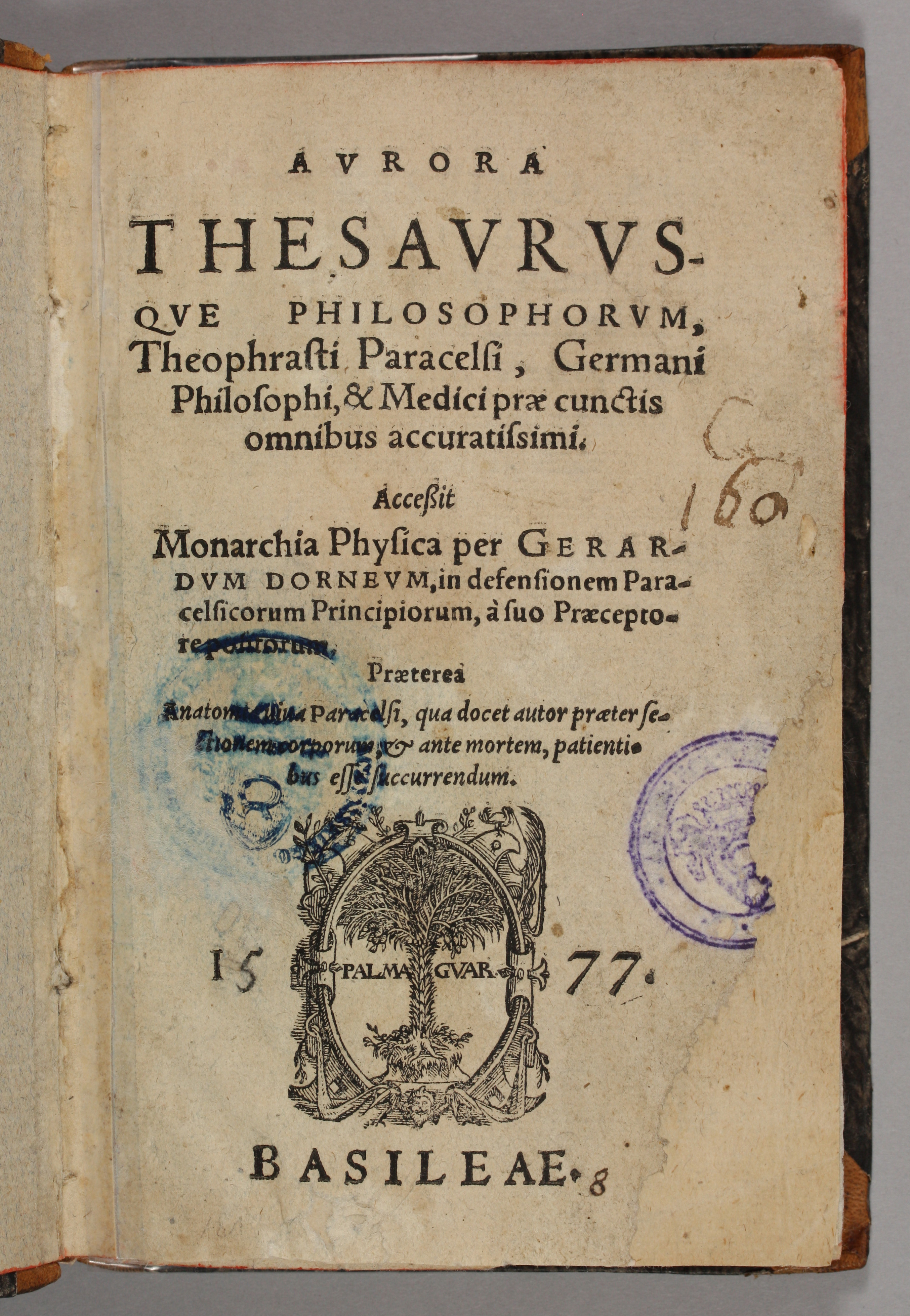
Aurora thesaurusque philosophorum, 1577.

Gerhard Dorn (c. 1530 - 1584) foi um médico belga, filósofo, psicólogo e um defensor e editor de Paracelso. 

## Biografia
Os detalhes da infância de Gerhard Dorn, junto com os de muitas outras personalidades do século 16, se perderam na história. Sabe-se que ele nasceu por volta de 1530 em Mechelen, que faz parte da atual província de Antuérpia na Bélgica. Ele estudou com Adam von Bodenstein, a quem seu primeiro livro é dedicado e começou a publicar livros por volta de 1565. Ele usou o glifo pessoal de John Dee, o Monas Hieroglyphica na página de título de seu Chymisticum artificium.
Junto com von Bodenstein, ele resgatou muitos dos manuscritos de Paracelso e os imprimiu pela primeira vez. Ele também traduziu muitos deles para o latim para o editor de Basel Pietro Perna e viveu em Basel durante a década de 1570 e em Frankfurt no início da década de 1580, onde morreu quando tinha cerca de 50 anos.

## Filosofia
Dorn afirmou ter encontrado uma filosofia melhor e uma maneira mais cristã de pensar em Paracelso e foi um dos mais fortes defensores de Paracelso. Ele desvalorizou o trabalho prático de laboratório em favor do estudo teórico da mente humana, considerando a educação predominante de sua época muito escolar. Como muitos alquimistas, Dorn era hostil à filosofia de Aristóteles, com sua ênfase no mundo material declarando que "quem deseja aprender a arte alquímica, que não aprenda a filosofia de Aristóteles, mas aquela que ensina a verdade".
Dorn argumentou que o aprendizado precisava de uma reforma, assim como a religião na Reforma, assim como a medicina nos ensinamentos de Paracelso. O que era necessário, afirmou ele, era uma "filosofia de amor" mística e espiritual - sua teologia radical afirmava que era Deus, não o homem que precisava de redenção e ele definiu a opus alquímica como um trabalho que redimiu não o homem, mas Deus , uma proposta que chegou perigosamente perto de ser herética aos olhos da ortodoxia cristã. Seus principais escritos estão incluídos no Volume I do Theatrum Chemicum.
Como Monika Wikman resumiu em seu livro Pregnant Darkness, "Alquimistas como Gerhard Dorn, em sua obra 'The Speculative Philosophy', referiram-se a este próximo estágio alquímico [cura interior] como Unus Mundus, onde as divisões são curadas, a dualidade cessa e a indivíduo, o vir inus, une-se à alma do mundo. "
Os escritos de Dorn foram de grande interesse para o psicólogo Carl Jung, o suficiente para ele levar os principais escritos de Dorn com ele quando viajou para a Índia em 1938. Ele é uma das fontes mais citadas por Jung sobre alquimia. 